# Taça dos Clubes Campeões Europeus de 1966–67
A Taça dos Campeões Europeus 1966–67  foi a décima segunda edição do principal torneio de clubes de futebol da Europa. Foi conquistada pela primeira vez pelo Escocês Celtic ganhando a final contra a Inter de Milão, que eliminou o atual campeão Real Madrid nas quartas-de-final. Eles foram a primeira equipe britânica a ganhar o campeonato e é a única equipe escocesa a ganhá-lo.  
A União Soviética entrou com seu campeão pela primeira vez nesta temporada.

## Fase preliminar
| Equipe 1         | Total | Equipe 2        | 1.º jogo | 2.º jogo |
| ---------------- | ----- | --------------- | -------- | -------- |
| Sliema Wanderers | 1–6   | CSKA Red Star   | 1–2      | 0–4      |
| Waterford        | 1–12  | Vorwärts Berlin | 1–6      | 0–6      |

## Primeira fase
| Equipe 1              | Total | Equipe 2          | 1.º jogo | 2.º jogo |
| --------------------- | ----- | ----------------- | -------- | -------- |
| Malmö FF              | 1–5   | Atlético Madrid   | 0–2      | 1–3      |
| Admira Energie Vienna | 0–1   | Vojvodina         | 0–1      | 0–0      |
| KR                    | 4–8   | Nantes            | 2–3      | 2–5      |
| Celtic                | 5–0   | Zürich            | 2–0      | 3–0      |
| Ajax                  | 4–1   | Beşiktaş          | 2–0      | 2–1      |
| Liverpool             | 3–3¹  | Petrolul Ploieşti | 2–0      | 1–3      |
| Esbjerg               | 0–6   | Dukla Praga       | 0–2      | 0–4      |
| Haka                  | 1–12  | Anderlecht        | 1–10     | 0–2      |
| Inter de Milão        | 1–0   | Torpedo Moscou    | 1–0      | 0–0      |
| Vasas                 | 7–0   | Sporting          | 5–0      | 2–0      |
| 1860 Munich           | 10–1  | Omonia            | 8–0      | 2–1      |
| Vålerenga             | (w/o) | 17 Nëntori Tirana | –        | –        |
| Aris                  | 4–9   | Linfield          | 3–3      | 1–6      |
| CSKA Red Star         | 3–2   | Olympiacos        | 3–1      | 0–1      |
| Górnik Zabrze         | 3–3²  | Vorwärts Berlin   | 2–1      | 1–2      |

¹ Liverpool venceu o Petrolul Ploieşti por 2–0 na partida de desempate.
² Górnik Zabrze venceu o Vorwärts Berlin por 3–1 na partida de desempate.

### Esquema
| Fase Preliminar      | Fase Preliminar | Fase Preliminar | Fase Preliminar |  |                | Primeira Fase      | Primeira Fase | Primeira Fase | Primeira Fase |  |  | Quartos-de-final | Quartos-de-final | Quartos-de-final | Quartos-de-final |  |  | Meias-finais       | Meias-finais | Meias-finais | Meias-finais |  |  | Final          | Final |
|                      |                 |                 |                 |  |                |                    |               |               |               |  |  |                  |                  |                  |                  |  |  |                    |              |              |              |  |  |                |       |
| Malmö FF             | 0               | 1               | 1               |  |                |                    |               |               |               |  |  |                  |                  |                  |                  |  |  |                    |              |              |              |  |  |                |       |
| Atlético de Madrid   | 2               | 3               | 5               |  |                | Atlético de Madrid | 3             | 0             | 3 2           |  |  |                  |                  |                  |                  |  |  |                    |              |              |              |  |  |                |       |
| Admire Energie Viena | 0               | 0               | 0               |  | FK Vojvodina   | 1                  | 2             | 3 3           |               |  |  |                  |                  |                  |                  |  |  |                    |              |              |              |  |  |                |       |
| FK Vojvodina         | 1               | 0               | 1               |  |                |                    |               |               |               |  |  | FK Vojvodina     | 1                | 0                | 1                |  |  |                    |              |              |              |  |  |                |       |
| KR Reykjavík         | 2               | 2               | 4               |  |                |                    |               |               |               |  |  | Celtic Glasgow   | 0                | 2                | 2                |  |  |                    |              |              |              |  |  |                |       |
| FC Nantes            | 3               | 5               | 8               |  |                | FC Nantes          | 1             | 1             | 2             |  |  |                  |                  |                  |                  |  |  |                    |              |              |              |  |  |                |       |
| Celtic Glasgow       | 2               | 3               | 5               |  | Celtic Glasgow | 3                  | 3             | 6             |               |  |  |                  |                  |                  |                  |  |  |                    |              |              |              |  |  |                |       |
| FC Zürich            | 0               | 0               | 0               |  |                |                    |               |               |               |  |  |                  |                  |                  |                  |  |  | Celtic Glasgow     | 3            | 0            | 3            |  |  |                |       |
| Ajax                 | 2               | 2               | 4               |  |                |                    |               |               |               |  |  |                  |                  |                  |                  |  |  | Dukla Praga        | 1            | 0            | 1            |  |  |                |       |
| Beşiktaş             | 0               | 1               | 1               |  |                | Ajax               | 5             | 2             | 7             |  |  |                  |                  |                  |                  |  |  |                    |              |              |              |  |  |                |       |
| Liverpool (Des.)     | 2               | 1               | 3 2             |  | Liverpool      | 1                  | 2             | 3             |               |  |  |                  |                  |                  |                  |  |  |                    |              |              |              |  |  |                |       |
| Petrolul Ploiești    | 0               | 3               | 3 0'            |  |                |                    |               |               |               |  |  | Ajax             | 1                | 1                | 2                |  |  |                    |              |              |              |  |  |                |       |
| Esbjerg              | 0               | 0               | 0               |  |                |                    |               |               |               |  |  | Dukla Praga      | 1                | 2                | 3                |  |  |                    |              |              |              |  |  |                |       |
| Dukla Praga          | 2               | 4               | 6               |  |                | Dukla Praga        | 4             | 2             | 6             |  |  |                  |                  |                  |                  |  |  |                    |              |              |              |  |  |                |       |
| FC Haka              | 1               | 0               | 1               |  | Anderlecht     | 1                  | 1             | 2             |               |  |  |                  |                  |                  |                  |  |  |                    |              |              |              |  |  |                |       |
| Anderlecht           | 10              | 2               | 12              |  |                |                    |               |               |               |  |  |                  |                  |                  |                  |  |  |                    |              |              |              |  |  | Celtic Glasgow | 2     |
| Inter Milão          | 1               | 0               | 0               |  |                |                    |               |               |               |  |  |                  |                  |                  |                  |  |  |                    |              |              |              |  |  | Inter Milão    | 1     |
| Torpedo Moscovo      | 0               | 0               | 0               |  |                | Inter Milão        | 2             | 2             | 4             |  |  |                  |                  |                  |                  |  |  |                    |              |              |              |  |  |                |       |
| Vasas Budapest       | 5               | 2               | 7               |  | Vasas Budapest | 1                  | 0             | 1             |               |  |  |                  |                  |                  |                  |  |  |                    |              |              |              |  |  |                |       |
| Sporting             | 0               | 0               | 0               |  |                |                    |               |               |               |  |  | Inter Milão      | 1                | 2                | 3                |  |  |                    |              |              |              |  |  |                |       |
| 1860 Munique         | 8               | 2               | 10              |  |                |                    |               |               |               |  |  | Real Madrid      | 0                | 0                | 0                |  |  |                    |              |              |              |  |  |                |       |
| Omonia Nicosia       | 0               | 1               | 1               |  |                | 1860 Munique       | 1             | 1             | 2             |  |  |                  |                  |                  |                  |  |  |                    |              |              |              |  |  |                |       |
| Real Madrid          | -               | -               | -               |  | Real Madrid    | 0                  | 3             | 3             |               |  |  |                  |                  |                  |                  |  |  |                    |              |              |              |  |  |                |       |
| Isento               | -               | -               | -               |  |                |                    |               |               |               |  |  |                  |                  |                  |                  |  |  | Inter Milão (Des.) | 1            | 1            | 2 1          |  |  |                |       |
| Vålerenga IF (wo)    | -               | -               | (w)             |  |                |                    |               |               |               |  |  |                  |                  |                  |                  |  |  | CSKA Sofia         | 1            | 1            | 2 0          |  |  |                |       |
| 17 Nëntori           | -               | -               | (o)             |  |                | Vålerenga IF       | 1             | 1             | 2             |  |  |                  |                  |                  |                  |  |  |                    |              |              |              |  |  |                |       |
| Aris Bonnevoie       | 3               | 1               | 4               |  | Linfield       | 4                  | 1             | 5             |               |  |  |                  |                  |                  |                  |  |  |                    |              |              |              |  |  |                |       |
| Linfield             | 3               | 6               | 9               |  |                |                    |               |               |               |  |  | Linfield         | 2                | 0                | 2                |  |  |                    |              |              |              |  |  |                |       |
| CSKA Sofia           | 3               | 0               | 3               |  |                |                    |               |               |               |  |  | CSKA Sofia       | 2                | 1                | 3                |  |  |                    |              |              |              |  |  |                |       |
| Olympiakos           | 1               | 1               | 2               |  |                | CSKA Sofia         | 4             | 0             | 4             |  |  |                  |                  |                  |                  |  |  |                    |              |              |              |  |  |                |       |
| Górnik Zabrze (Des.) | 2               | 1               | 3 3             |  | Górnik Zabrze  | 0                  | 3             | 3             |               |  |  |                  |                  |                  |                  |  |  |                    |              |              |              |  |  |                |       |
| Vörwarts Berlin      | 1               | 2               | 3 1             |  |                |                    |               |               |               |  |  |                  |                  |                  |                  |  |  |                    |              |              |              |  |  |                |       |

## Segunda fase
| Equipe 1               | Total | Equipe 2        | 1.º jogo | 2.º jogo |
| ---------------------- | ----- | --------------- | -------- | -------- |
| Vojvodina              | 3–3¹  | Atlético Madrid | 3–1      | 0–2      |
| Nantes                 | 2–6   | Celtic          | 1–3      | 1–3      |
| Ajax                   | 7–3   | Liverpool       | 5–1      | 2–2      |
| Dukla Praga            | 6–2   | Anderlecht      | 4–1      | 2–1      |
| Inter de Milão         | 4–1   | Vasas           | 2–1      | 2–0      |
| 1860 Munich            | 2–3   | Real Madrid     | 1–0      | 1–3      |
| Vålerenga I.F. Fotball | 2–5   | Linfield        | 1–4      | 1–1      |
| CSKA Red Star          | 4–3   | Górnik Zabrze   | 4–0      | 0–3      |

¹ Vojvodina venceu o Atlético Madrid por 3–2 na partida de desempate.

## Quartas de final
| Equipe 1       | Total | Equipe 2      | 1.º jogo | 2.º jogo |
| -------------- | ----- | ------------- | -------- | -------- |
| Vojvodina      | 1–2   | Celtic        | 1–0      | 0–2      |
| Ajax           | 2–3   | Dukla Praga   | 1–1      | 1–2      |
| Internazionale | 3–0   | Real Madrid   | 1–0      | 2–0      |
| Linfield       | 2–3   | CSKA Red Star | 2–2      | 0–1      |

### Jogo de ida
| 1 de Março de 1967 | Vojvodina  | 1 – 0  | Celtic | Gradski Stadium, Novi Sad              |
|                    | Stanić 70' | Report |        | Público: 24,000 Árbitro: Paul Schiller |

| 1 de Março de 1967 | Ajax      | 1 – 1  | Dukla Praga | Olympisch Stadion, Amsterdã              |
|                    | Swart 50' | Report | Mráz 61'    | Público: 55,765 Árbitro: Tofik Bakhramov |

| 15 de Fevereiro de 1967 | Inter de Milão | 1 – 0  | Real Madrid | San Siro, Milão                       |
|                         | Cappellini 54' | Report |             | Público: 52,726 Árbitro: István Zsolt |

| 1 de Março de 1967 | Linfield                   | 2 – 2  | CSKA Sófia      | Parque de Windsor, Belfast                        |
|                    | Hamilton 40' · Shields 43' | Report | Romanov 2', 63' | Público: 10,136 Árbitro: Aníbal da Silva Oliveira |

### Jogos de volta
| 8 de Março de 1967 | Celtic                     | 2 – 0  | Vojvodina | Celtic Park, Glasgow                   |
|                    | Chalmers 58' · McNeill 90' | Report |           | Público: 69,374 Árbitro: Hans Carlsson |

O Celtic ganhou 2-1 no total.
| 8 de Março de 1967 | Dukla Praga                              | 2 – 1  | Ajax      | Juliska Stadium, Praga                    |
|                    | Štrunc 72' (pen.) · Soetekouw 87' (o.g.) | Report | Swart 65' | Público: 18,419 Árbitro: Kurt Tschenscher |

Dukla Praga ganhou 3-2 no total.
| 1 de Março de 1967 | Real Madrid | 0 – 2  | Inter de Milão                   | Santiago Bernabéu Stadium, Madrid         |
|                    |             | Report | Cappellini 24' · Zoco 57' (o.g.) | Público: 88,934 Árbitro: Gottfried Dienst |

Inter de Milão ganhou 3-0 no total.
| 15 de Março de 1967 | CSKA Sófia  | 1 – 0  | Linfield | Balgarska Armiya Stadium, Sofia     |
|                     | Yakimov 54' | Report |          | Público: 29,290 Árbitro: Faruk Talu |

CSKA Sófia ganhou 3-2 no total.

## Semifinal
| Equipe 1       | Total | Equipe 2      | 1.º jogo | 2.º jogo |
| -------------- | ----- | ------------- | -------- | -------- |
| Celtic         | 3–1   | Dukla Praga   | 3–1      | 0–0      |
| Internazionale | 2–2¹  | CSKA Red Star | 1–1      | 1–1      |

¹Internazionale venceu o CSKA Sofia por 1–0 na partida de desempate.

### Jogos de ida
| 12 de Abril de 1967 | Celtic                           | 3 – 1  | Dukla Praga | Celtic Park, Glasgow                              |
|                     | Johnstone 27' · Wallace 59', 65' | Report | Štrunc 44'  | Público: 74,406 Árbitro: Joaquim Fernandes Campos |

| 19 de Abril de 1967 | Inter de Milão | 1 – 1  | CSKA Sófia | San Siro, Milão                               |
|                     | Facchetti 44'  | Report | Tsanev 65' | Público: 67,103 Árbitro: Dimitris Wlachojanis |

### Jogos de volta
| 25 de Abril de 1967 | Dukla Praga | 0 – 0  | Celtic | Juliska Stadium, Praga                    |
|                     |             | Report |        | Público: 19,157 Árbitro: Gottfried Dienst |

O Celtic ganhou 3-1 no total.
| 26 de Abril de 1967 | CSKA Sófia | 1 – 1  | Inter de Milão | Estádio Nacional Vasil Levski, Sofia                   |
|                     | Radlev 77' | Report | Facchetti 62'  | Público: 51,557 Árbitro: Daniel María Zariquiegui Izco |

CSKA Sófia 2-2 Inter de Milão no agregado.

### Playoffs
| 3 de Maio de 1967 | Inter de Milão | 1 – 0  | CSKA Sófia | Stadio Renato Dall'Ara, Bologna           |
|                   | Cappellini 12' | Report |            | Público: 29,251 Árbitro: Gottfried Dienst |

## Final
| 25 de maio de 1967 | Celtic                   | 2–1 | Internazionale    | Nacional do Jamor, Lisboa                                      |
|                    | Gemmell 62' Chalmers 84' |     | Mazzola 7' (pen.) | Público: 56,000 Árbitro: Kurt Tschenscher (Alemanha Ocidental) |

| Taça dos Campeões Europeus 1966-67 |
| Escócia                            |
| ---------------------------------- |
| Celtic Football Club (1º título)   |

## Artilheiros
| Ranking | Nome            | Time          | Gols |
| ------- | --------------- | ------------- | ---- |
| 1       | Paul Van Himst  | Anderlecht    | 6    |
| 2       | Stevie Chalmers | Celtic        | 5    |
| 2       | Ernst Pohl      | Górnik Zabrze | 5    |
| 2       | Arthur Thomas   | Linfield      | 5    |